# Myelom
Myelom (benmärgscancer, multipelt myelom, myelomatos, eller plasmacellsmyelom) är en malign tumörsjukdom i benmärgen som har sitt ursprung i plasmaceller. Ibland bildar myelomcellerna tumörer utanför benmärgen och dessa kallas plasmocytom.
Normalt är plasmacellerna en viktig del av kroppens immunförsvar och plasmacellerna producerar antikroppar (immunglobuliner).
Vid myelom föreligger en ökad produktion av ett avvikande monoklonalt immunoglobulin, vilket vanligen benämns M-komponent (eller paraprotein) och som är av IgG- eller IgA-typ. M-komponent kan i 99 % av fallen påvisas i plasma eller urin (omkring 20 % har M-komponent i enbart urinen). 
Myelom är den näst vanligaste blodcancern efter non-Hodgkins lymfom. I Sverige rapporteras cirka 600 nya fall av myelom varje år. De flesta är 65 till 70 år vid insjuknandet.

## Symtom
Symtom kan vara diffus värk. Misstanke om sjukdomen kan uppstå vid en "rutinprovtagning", samt i samband med ett benbrott.
Det vanligaste symtomet vid myelom är skelettsmärtor. Patienter kan även uppvisa symtom till följd av att tumörmassan konkurrerat ut övriga blodceller, såsom trötthet till följd av blodbrist (anemi), blödningar till följd av sänkt antal blodplättar och infektioner på grund av sänkt antal vita blodkroppar.

## Diagnos
Misstanke om myelom uppstår ofta av en slump vid rutinmässiga blodprover vid misstanke om andra sjukdomar. Anemi är vanligt vid sjukdomen. Myelom är en av få sjukdomar där sänkan (SR) är förhöjd till tresiffriga nivåer.
Utöver olika blod- och urinprover, samt benmärgsprovtagning (vanligen så kallad "crista" det vill säga punktion i bakre höftbenskammen), görs en omfattande röntgenundersökning kallad helkroppsskelett eller myelomskelett. Detta då myelom också leder till bennedbrytning (osteolys) vilket ger ett karakteristiskt utseende på röntgenbilder. Särskilt på bilder av skallen kan man se enstaka eller många små områden med minskad bentäthet.
M-komponent (i serum och/eller urin över en viss nivå), klonala plasmaceller i benmärgen (över en viss nivå) och en eller flera så kallade myelomtypiska faktorer (exempelvis skelettförändringar) krävs för att man ska kunna ställa diagnosen behandlingskrävande myelom.

## Behandling
Behandlingen syftar till att man försöker trycka ned sjukdomen och ges vanligen endast om myelomsjukdomen är symtomgivande. Det finns en lång rad olika behandlingar utifrån bland annat ungefärlig ålder, allmäntillstånd, myelomsjukdomen och andra sjukdomar.
Behandling kan innefatta cytostatikum i hög dos följt av autolog stamcellstransplantation (SCT), vilket vanligen blir aktuell för patienter under cirka 70-års ålder som är väsentligen friska i övrigt. Autolog stamcellstransplantation (ASCT; auto-SCT) innebär stamcellsåtergivning av patientens egna stamceller. I samband med detta kan även en initial behandling med cytostatikum (proteasomhämmare), immunmodulerande läkemedel (lenalidomid), antikroppsbehandling (daratumumab) och steroid i kombination ges. Patienter över cirka 70-års ålder behandlas med olika kombinationer av cytostika, immunomodulerande läkemedel, antikropp och kortison men genomgår vanligen ej stamcellstransplantation.

## Uppföljning
Den regelbundna uppföljningen omfattar vanligen provtagning avseende sjukdomen inklusive eventuell anemi, samt kalk och njurfunktion. Därtill tillförsel av så kallade benresorptionshämmare (bisfosfonater).
Vid behov röntgenundersökning. Strålbehandling kan vara aktuellt. Vid frakturer ortopedisk bedömning och eventuellt operation. Ibland förebyggande infektionsbehandling, samt vid behov behandling av eventuella infektioner. Även profylax och behandling mot blodpropp kan vara aktuellt. Smärtbehandling vid smärtproblematik (dock vanligen inte så kallade antiinflammatoriska preparat såsom acetylsalicylsyra, ibuprofen eller naproxen).

## Prognos
Myelom är i dag inte botbar men anses ofta vara behandlingsbar. Den relativa 5-årsöverlevnaden var i Sverige år 2016 för män 53,5 % och för kvinnor 48,3 %.

## Galleri

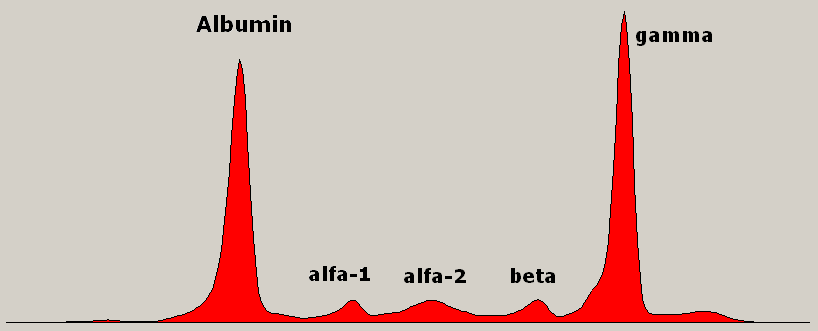
Proteinelektrofores hos patient med myelom som visar en M-komponent (grafens gamma-område).
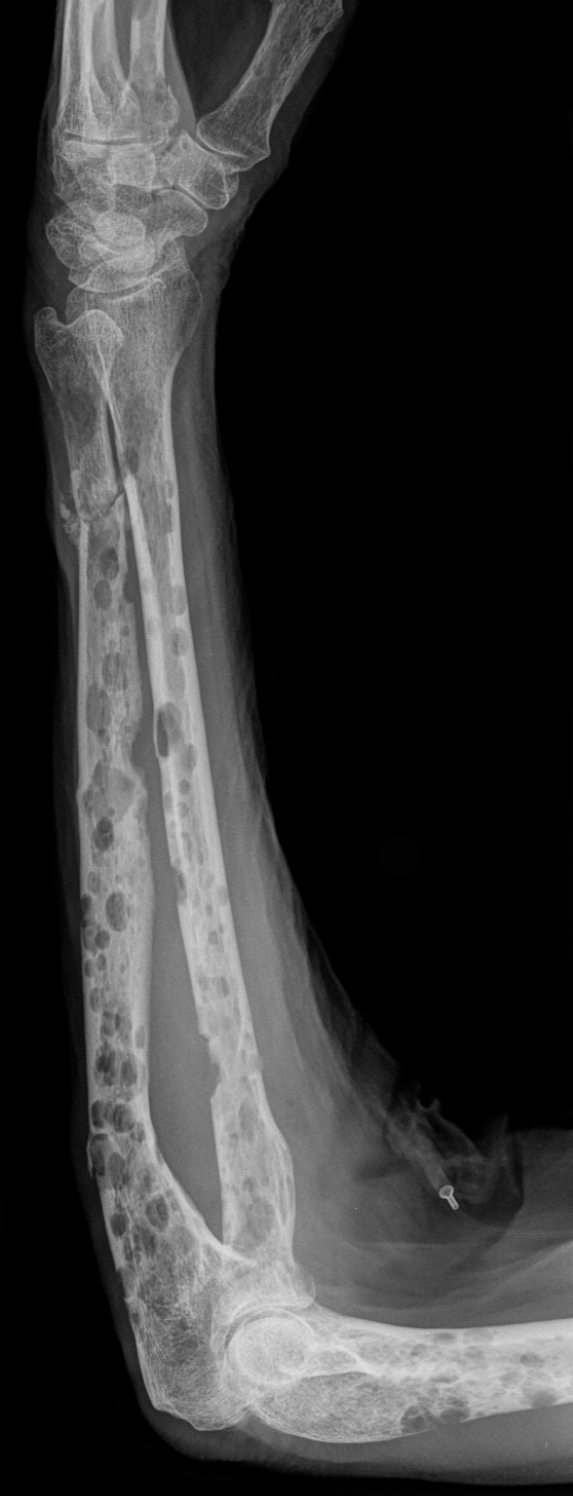
Röntgenbild med multipla osteolysområden på en underarm. Även en patologisk fraktur distalt på armbågsbenet (ulna).
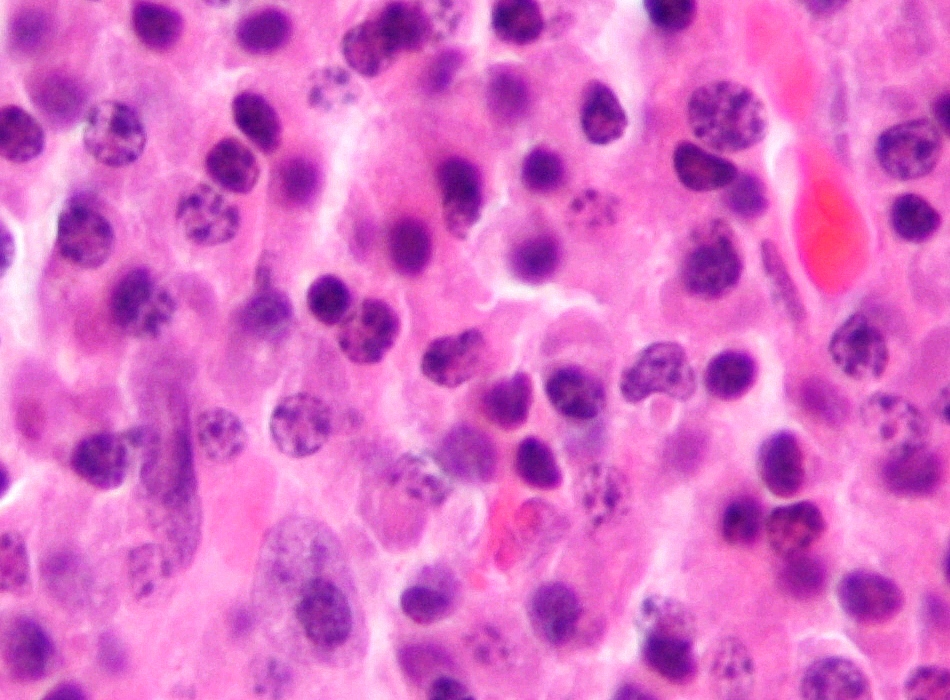
Vävnadsprov som vid mikroskopi visar den histopatologiska bilden av plasmocytom. HE-färgning.